# Британско-марокканские отношения
Британско-марокканские отношения — двусторонние дипломатические отношения между Великобританией и Марокко.

## История

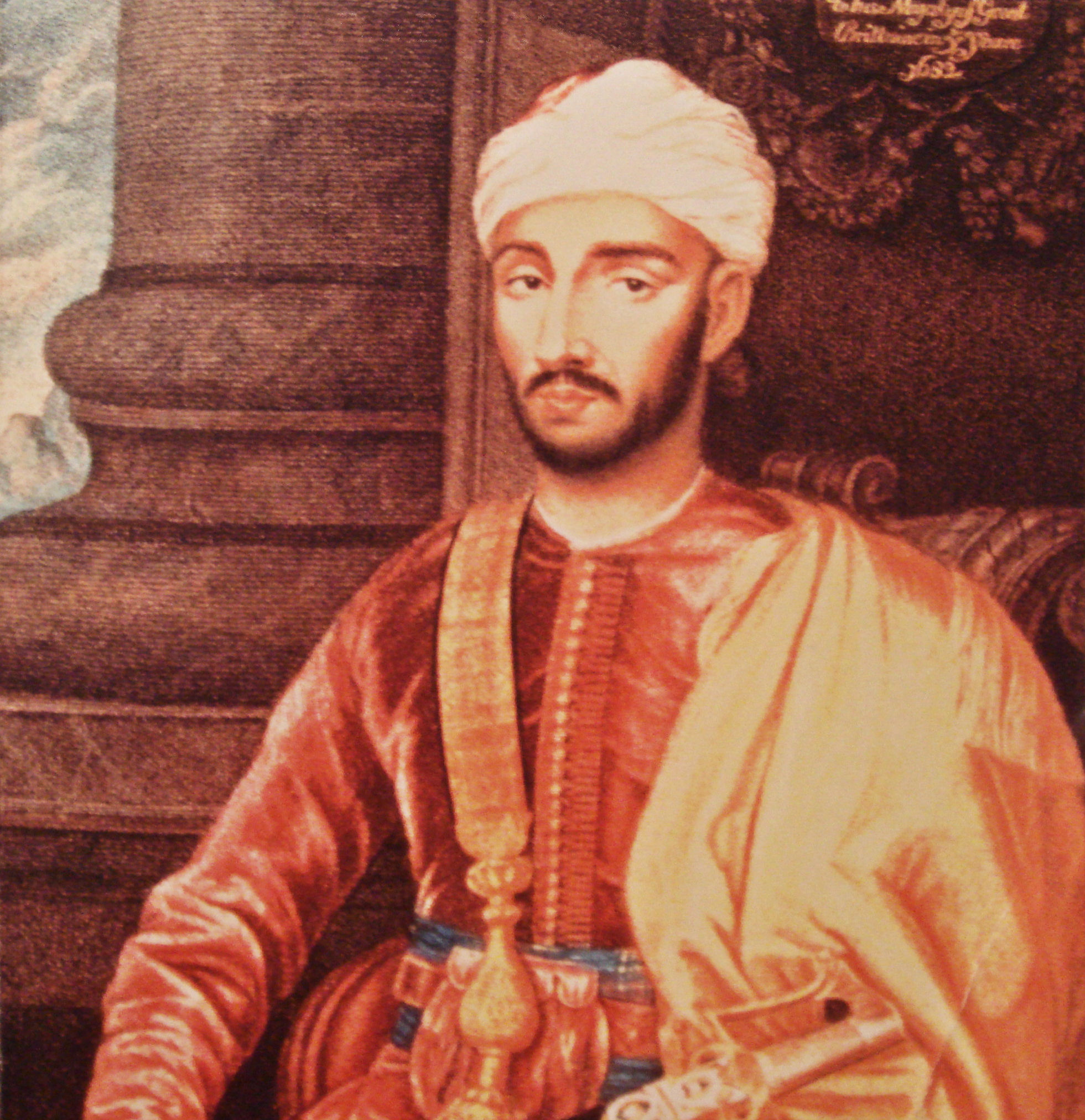
Мохаммед бин Хаду, марокканский посол в Великобритании в 1682 году.

По некоторым данным, в начале XIII века король Англии Иоанн Безземельный (1167—1216) направил делегацию к султану Альмохадов Мухаммаду ибн Якубу ан-Насиру (1199—1213) с просьбой о военной поддержке и союзе против Франции. В Англии Иоанн Безземельный находился в тяжёлой ситуации: его бароны восстали против него, он был отлучён от церкви Папой Римским, а Франция угрожала вторжением. Делегацию возглавлял епископ Роджер и король Иоанн Безземельный, предположительно, не возражал принять ислам, чтобы отдать дань уважения Мухаммаду ибн Якубу ан-Насиру в обмен на его помощь. Мухаммад ибн Якуб ан-Насир, по всей видимости, отклонил это предложение.
В 1551 году отношения между государствами получили развитие после прибытия британского судна The Lion в Марокко. По словам писателя Ричарда Хаклюйта, цитируя Эдмунда Хогана, правитель «Абдельмелех» (Абу Марван Абд аль-Малик I) испытывал «большую привязанность к нашей нации, чем к другим, из-за нашей религия, которая запрещает поклонение идолам».
В 1585 году, когда была основана Варварийская компания, между Англией и Варварийским берегом начала развиваться торговля, особенно с Марокко. Дипломатические и союзнические отношения были установлены королевой Елизаветой I с Варварийским берегом. Затем, королева Елизавета I направила своего министра Робертса к марокканскому императору Ахмаду аль-Мансуру для того, чтобы тот обосновался в Марокко и пролоббировал преференции для английских торговцев.
Англия развивала торговые отношения с Марокко, наносящие вред Испании, продавая арабам бронированные изделия, боеприпасы, лес, металл в обмен на сахар, несмотря на запрет Папы Римского. Апостольский нунций в Испании сделал заявление об Елизавете I: «there is no evil that is not devised by that woman, who, it is perfectly plain, succoured Mulocco (Абу Марван Абд аль-Малик I) with arms, and especially with artillery»".
В 1600 году Абд аль-Уахед бин Мессауд, главный секретарь марокканского правителя Ахмада аль-Мансура, посетил Англию в качестве посла при дворе королевы Елизаветы I. Абд аль-Уахед бин Мессауд провёл шесть месяцев при дворе королевы Елизаветы I, чтобы договориться о союзе против Испании. Марокканский правитель хотел, чтобы английский флот вторгся в Испанию, но Елизавета I отказалась, однако тепло приветствовала делегацию и согласилась заключить коммерческие соглашения. Королева Елизавета I и король Ахмад аль-Мансур продолжили обсуждать различные планы совместных военных действий: Елизавета I требовала предоплату 100 000 фунтов за снабжение флота, а Ахмад аль-Мансур просил предоставить ему большой корабль, чтобы получить деньги. Обсуждения, однако, оставались безрезультатными, и оба правителя умерли в течение следующих двух лет.
В 1728 году был подписан договор между странами, который касался безопасного пребывания английских граждан в Марокко. В XIX веке Эдвард Драммонд-Хей и его сын Джон Драммонд-Хей десятилетиями служили в качестве генерального консула Великобритании в Танжере, отвечая за политику своей страны во время колониального раздела Африки. Англо-марокканские соглашения, также известные как англо-марокканские договоры о дружбе, были подписаны 9 декабря 1856 года. Это помогло продлить период независимость Марокко, но уменьшило его способность поддерживать королевские торговые монополии внутри страны и уменьшило способность взимать таможенные пошлины при внешней торговле.
В ноябре 1942 года британские войска в составе сил союзных держав одержали победу над Вишистской Францией в ходе Мароккано-алжирской операции.

## Дипломатические представительства
- Великобритания имеет посольство в Рабате[14].
- У Марокко имеется посольство в Лондоне[15].